# A Maldív-szigetek történelme

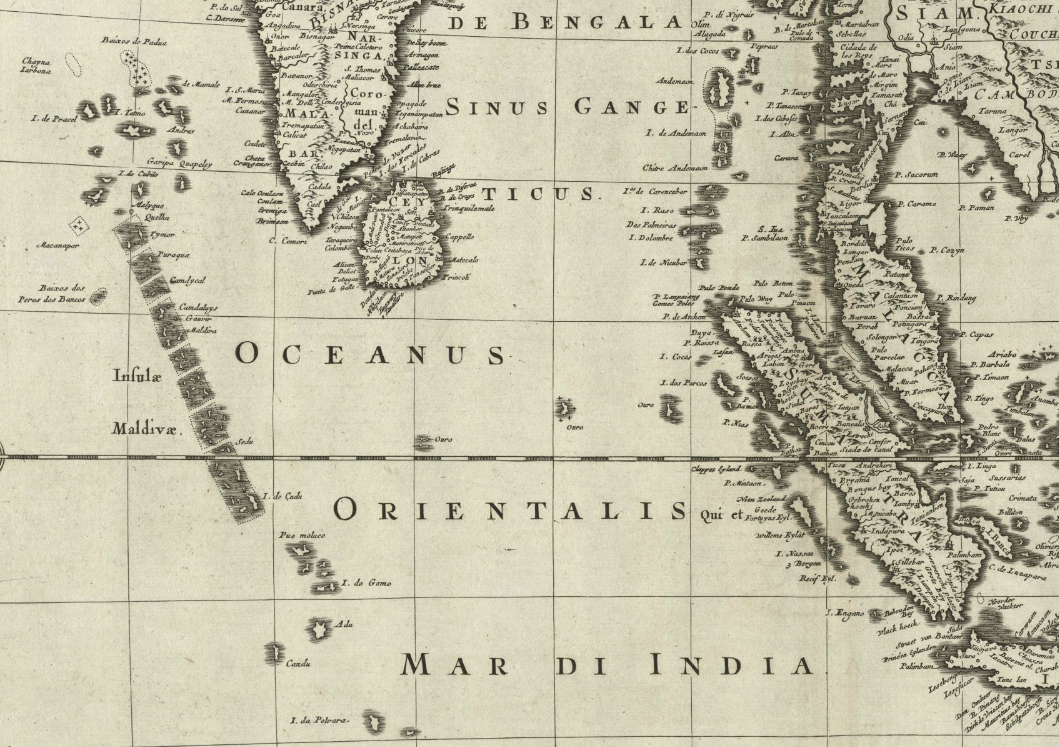
A Maldív-szigetek egy középkori térképen

A Maldív-szigetek történelme több ezer éves időszakot ölel fel, melyben teret hódított az iszlám, majd az európaiak gyarmatosították a szigetet.

## Kezdeti történelem
A szigetek korai történelméről nem sokat tudni, de valószínűleg első lakói dravidák voltak, akik az indiai szubkontinens közeli partvidékéről érkeztek. Az első települések több ezer évvel ezelőtt jöttek létre. 
Az első telepesek után semmilyen régészeti lelet nem maradt fenn. Az épületeik valószínűleg fából és olyan anyagokból készülhettek, melyek gyorsan elhasználódnak. 

## Buddhista királyság a szigeteken
Habár a szigeteket már több ezer évvel ezelőtt is lakták, az első leletek a buddhista korból maradtak fenn. Bár nem tartott sokáig, a buddhista korszaknak mégis nagy jelentősége van a Maldív-szigetek történelmében. Ebben az időszakban a kultúra és gazdaság virágzott és fejlődött. A vallás valószínűleg Asóka király uralkodása idején, a Kr. e. 3. században terjedt el a szigeteken.

## Aziszlámtérhódítása
A közel-keleti kereskedők a 10. században már uralták a térség hajózási útvonalait. A szigetek utolsó buddhista királya is valószínűleg a növekvő arab befolyás miatt tért át az iszlámra 1153-ban (vagy 1193-ban). A király erre felvette a muszlim szultán címet és a Muhammad al-Ádil nevet, ezzel megalapítva egy hat dinasztiából és 84 szultánból álló uralkodóházat. A személy, aki felelős ezért az átalakulásért, valószínűleg Abú l-Barakát volt, akinek a sírjára építették 1656-ban a fővárosban, Maléban a sziget legrégebbi mecsetét.

## Európai gyarmatosítás

### Portugálok
A portugálok 1558-ban alapítottak egy helyőrséget valamint egy kereskedelmi raktárat, amit az indiai központi gyarmatukról, Goából kormányoztak. A portugálok megpróbálták a helyieket a katolikus hitre téríteni, de ekkor a lakosok fellázadtak és elűzték a portugálokat a Maldív-szigetekről. 

### Hollandok
A hollandok a 17. század közepén érkeztek meg a szigetekre, miután Ceylonban a portugálok helyébe léptek. A portugálokkal ellentétben azonban nem avatkoztak be komolyabban a helyi ügyek intézésébe.

### Britek
A hollandokat 1796-ban kiszorították a britek, akik 1887-ben teljesen megszállták és a Brit Birodalomhoz csatolták a szigeteket. Az 1950-es években a britek katonai célokra bérbe vettek egy atollt a szigetektől. 1957-ben azonban az új miniszterelnök megrövidítette a bérleti szerződést, és a bérleti árakat is megemelte. 1959-ben azonban a déli szigeteken egy szeparatista mozgalom (mivel az ott élők élvezték a szerződés előnyeit) létrehozott egy rövid életű független államot, az Egyesült Suvadive Köztársaságot, mely 1963-ban megszűnt.

## A független Maldív-szigetek
A Maldív-szigetek 1965. június 26-án elnyerte teljes függetlenségét, azonban az Egyesült Királysággal kötött szerződés értelmében Gan atoll brit használat alatt maradt. 1968 márciusában egy népszavazás után eltörölték a szultánságot és kikiáltották a köztársaságot. 

### Ibrahim Nasir
1968 novemberében Ibrahim Nasir lett a Maldív-szigetek elnöke. 1973-ban Nasirt második ciklusára is megválasztották, miután az alkotmányt úgy módosította, hogy az elnöki ciklus ötéves legyen és a miniszterelnököt is az elnök jelölje ki. 1975 márciusában Zaki újonnan megválasztott miniszterelnököt egy vértelen puccs során letartóztatták és egy távoli atollra száműzték. Mivel a miniszterelnök nagy népszerűségnek örvendett, a Nasir-frakció hamar elvesztette támogatását. Az 1970-es években a Maldív-szigetek gazdasága súlyos veszteségeket szenvedett el, amikor a szárított halat a fő exportpartner, Srí Lanka nem vásárolta tovább, valamint a britek is bezárták katonai támaszpontjukat. 1978-ban Nasir hirtelen elmenekült Szingapúrba (mint később kiderült, több millió dollárt vitt magával az államkincstárból).

### Maumoon Abdul Gayoom
Nasirt az elnöki székben a Maldív-szigetek korábbi ENSZ-követe, Maumoon Abdul Gayoom követte. 1978-ban az ország csatlakozott a Nemzetközi Valutaalaphoz és a Világbankhoz. A turizmus is fejlődésnek indult, 1985-ben már 120 000 turista látogatott a Maldív-szigetekre.
Megválasztásával a politikai stabilitás és gazdasági fejlődés korszaka kezdődött el. 1980-ban, 1983-ban és 1988-ban sikertelen puccsot kíséreltek meg ellene. 1983-ban, 1988-ban és 1993-ban a szavazatok több, mint 95%-át kapta a választásokon.

## Fordítás
- Ez a szócikk részben vagy egészben  a   History of the Maldives című angol Wikipédia-szócikk fordításán alapul.  Az eredeti cikk szerkesztőit annak laptörténete sorolja fel. Ez a jelzés csupán a megfogalmazás eredetét és a szerzői jogokat jelzi, nem szolgál a cikkben szereplő információk forrásmegjelöléseként.